# Saunigl
Saunigl, Sunigla oder Saunigeln war ein österreichisches Kartenspiel vom Typ „Abwerfen“ aus dem 19. Jahrhundert, bei dem der letzte Spieler, der noch Karten übrig hatte, der Saunigel war und das Risiko einging, vom ersten Spieler geschlagen zu werden. Möglicherweise hängt es mit der modernen Fingerkloppe zusammen, bei der Verlierer ebenfalls eine körperliche Bestrafung erhält, wenn auch in geringerem Umfang. Das Spiel ist offensichtlicht mit Schweller eng verwandt.

## Name
Der Begriff Saunigl setzt sich aus „Sau“ und „Igel“ oder „Nickel“ zusammen. In Bayern bedeutet Nigl auch Nikolaus.

## Geschichte
„Saunigl“ wurde schon 1795 in Amalgund Holzbirn Ovids Metamorphosen neben Tarock als Kartenspiel erwähnt, 1819 in Doctor Fausts Mantel als Kartenspiel dargestellt 
und 1855 in der deutschen Übersetzung von Jacques Offenbachs Operette Les Deux Aveugles sagt Jerzabek er könne Preferanzen, Mariagel, Zwicken, Saunigl, Schwarzer Peter und Macao spielen.
1860, im Gedicht Das Kartenspielen von Johann Baptist Moser, findet sich folgende Beschreibung von Saunigl:
Bei jenem Spiel, das’s Kind, was kaum recht laufen kann, schon kennt,

Das man - warum, das weiß ich nicht - gemein „Saunigeln“ nennt,

Da spiel’ns, ich glaub' was Dummer’s gibt’s wohl nimmer auf der Welt,

Da spieln sie um diverse Schläg, anstatt um’s baare Geld,

Da nimmt der Erste der da g’winnt, voll Freud in einem Rand,

Ein’n Plumpsack wie der größte Heilingstritzel groß in d’Hand;

Und schlagt den Letzten, weil der Letzte allemal verspielt,

Die Haut so voll, daß ihm sein' Hand wie eine Blunzen g’schwillt;

Daß jeder Daum’n an jeder Hand ein' Leberwurst formirt,

Daß jeder kleine Finger wie ein Nudelwalker wird.

Refrain: Drum glaub ich auch etc.
1862 wurde „saunig'ln“ als „eine Art Kartenspiel“ in einem Kärntischen Wörterbuch beschrieben.
2020 wurde Sunigla, auch Hundsfuda genannt, als eines der vorarlbergischen Kartenspiels betrachtet.

## Regeln
Die einzigen bekannten Spielregeln sind die von Wohlgenannt (2020), die wie folgt lauten:
Sunigla ist für drei bis sechs Spieler geeignet und jeder spielt für sich selbst. Man braucht 36 Blätter der Salzburger Bild, wobei die Reihenfolge die gewöhnliche ist. Der Kartengeber mischt die Karten und gibt jedem im Uhrzeigersinn 5 Karten. Dann bekommt Vorhand (der links vom Geber Sitzenden) eine sechste Karte. Die restlichen werden verdeckt als Stock auf dem Tisch abgelegt.
Vorhand spielt eine beliebige Karte aus. Alle müssen der Reihe nach eine Karte derselben Farbe zugeben. Also es muss immer Farbe bedient werden, wenn das möglich ist. Haben alle so eine Karte zugegeben, nimmt der Spieler, der die höchste Karte ausgeworfen hat, den Stich auf. Stiche werden immer verdeckt vor dem Abnehmenden abgelegt werden. Dieser spielt erneut aus. 
Hat man die Farbe der ausgespielten Karte nicht, muss man weitere Karten vom Stock ziehen, bis man eine hat, wobei man ihr zugibt. Wenn der Stock aufgebraucht ist, muss der Spieler, der an der Reihe ist, den Stock zu seiner Handkarten nehmen. Wer zuletzt die höchste Karte zugegeben hat, spielt jetzt aus. Hat er nun gar keine Karten, spielt der Spieler auf seiner rechten Seite aus.
Wer als Erster alle Handkarten abgelegt hat, ist der Gewinner. Aber der Spieler, der zuletzt noch Karten in der Hand hat, ist der Verlierer und wird der Sunigl genannt.

## Schimpfwort
Saunigl ist auch eine abwertende Bezeichnung für einen „schmutzigen Menschen“ (vgl. Schweinigel, Schmutzfink, Dreckspatz, Dreckschwein, Drecksau).
Auch in der Oberpfalz ist der Begriff Saunigl geläufig und es gibt dort weitere Wortverbindungen mit Nigl wie Daumanigl, Filznigl, Noutnigl, Suffnigl, Grantnigl, Bosnigl, Lausnigl. Saunigl sagten Oberpfälzer auch, wenn jemand unanständig und derb daherredete. Dies wurde auch „Sauglocken läuten“ genannt.

## Pflanzenart
Mit Saunigl können auch Pflanzen wie der Wald-Sanikel oder der Weiße Sanikel gemeint sein.